# Artibeus lituratus
Il grande artibeo (Artibeus lituratus  Olfers, 1818) è un pipistrello della famiglia dei Fillostomidi diffuso nell'America centrale e meridionale.

## Descrizione

### Dimensioni
Pipistrello di medie dimensioni, con la lunghezza della testa e del corpo tra 87 e 101 mm, la lunghezza dell'avambraccio tra 69 e 78 mm, la lunghezza del piede tra 17 e 21 mm, la lunghezza delle orecchie tra 22 e 25 mm e un peso fino a 73 g.

### Aspetto
Il corpo è tozzo, con le spalle larghe e robuste. La pelliccia è corta e vellutata e si estende fino alle zampe. Le parti dorsali variano dal bruno-giallastro al marrone scuro, mentre le parti ventrali sono bruno-grigiastre. Il muso è corto e largo. La foglia nasale è ben sviluppata e lanceolata. Due strisce chiare ben distinte sono presenti su ogni lato del viso, la prima è larga e si estende dall'angolo esterno della foglia nasale fino a dietro l'orecchio, mentre la seconda parte dall'angolo posteriore della bocca e termina alla base del padiglione auricolare. Il labbro inferiore ha una verruca al centro circondata da altre più piccole. Il trago è giallastro ed ha tre piccole dentellature sul bordo posteriore. È privo di coda, mentre l'uropatagio è ridotto ad una sottile membrana marrone lungo la parte interna degli arti inferiori ed è privo di peli. Il calcar è corto. Sono presenti 2 molari sulle semi-arcate superiori e 3 in quelle inferiori. Il cariotipo è 2n=30 (femmine) 31 (maschi) FNa=56.

## Biologia

### Comportamento
Si rifugia nelle grotte, gallerie, cavità degli alberi e nel denso fogliame. Gruppi di 1-20 individui sono stati osservati sotto le fronde delle palme, tra piante rampicanti e sotto le chiome degli alberi tra 2,7-28 metri dal suolo.Solitamente le colonie sono formate da un maschio adulto e diverse femmine. Le dimensioni dei gruppi e i siti di riposo variano quasi quotidianamente. L'attività predatoria e di nutrimento inizia 45 minuti circa prima del tramonto e raggiunge il massimo nelle 2-4 ore successive, sebbene sia molto ridotta nelle notti di luna piena.

### Alimentazione
Si nutre di frutti di specie native di Ficus, Dipteryx e Piper. Vengono consumati nei rifugi anche 15-27 nella stessa notte.

### Riproduzione
Esistono due periodi riproduttivi. In Colombia si riproduce durante tutto l'anno. Femmine gravide sono state osservate tra ottobre e novembre in Ecuador e Colombia, a febbraio in Venezuela e nello stato brasiliano del Pará e tra aprile e maggio a Trinidad e Tobago. Un secondo picco è presente tra giugno e luglio in Venezuela, a luglio nello stato brasiliano del Minas Gerais e agosto in Amazzonia. A Panama le nascite avvengono tra marzo e aprile e tra agosto e settembre.

## Distribuzione e habitat
Questa specie è diffusa dalle coste pacifiche e atlantiche del Messico fino all'Argentina settentrionale e alcune delle Piccole Antille.
Vive nelle foreste sempreverdi e semi-decidue fino a 1.700 metri di altitudine. È poco comune o assente da zone aride e ambienti altamente disturbati.

## Tassonomia
Sono state riconosciute 3 sottospecie:
- A.l.lituratus: Dagli stati messicani di Sinaloa e Michoacán a ovest e Tamaulipas ad est, attraverso il Guatemala, Honduras, Belize, Nicaragua, El Salvador, Costa Rica, Panama fino al Venezuela, Guyana, Suriname, Guyana francese, Colombia meridionale, Ecuador, Brasile, Perù, Bolivia, Paraguay e Argentina settentrionale;
- A.l.koopmani (Wilson, 1991): Isole messicane delle Três Marias;
- A.l.palmarum (J. A. Allen, 1897): Venezuela settentrionale, Trinidad e Tobago, Barbados, Grenada, Saint Vincent e Grenadine, Saint Lucia e Martinica.

## Conservazione
La IUCN Red List, considerato il vasto areale e la popolazione presumibilmente numerosa, classifica A.lituratus come specie a rischio minimo (Least Concern)).